# Marmande
Marmande (in occitano Marmanda) è un comune francese di 19 145 abitanti, sede di sottoprefettura, situato nel dipartimento del Lot e Garonna nella regione della Nuova Aquitania.

## Economia
Il comune di Marmande è famoso in tutta la Francia per la produzione di una varietà di pomodoro nella classica tipologia costoluta.
Il frutto ha la caratteristica forma, con costolatura marcata e colore verde medio e collettatura evidente, che diventa rosso a maturazione completa.

## Società

### Evoluzione demografica
Abitanti censiti

## Amministrazione

### Gemellaggi
- Portogruaro
- Ejea de los Caballeros
- Peso da Régua